# Software empresarial
Por software empresarial se entiende generalmente cualquier tipo de soporte lógico (software) que está orientado a ayudar a una empresa o a una organización a automatizar sus procesos, mejorar su productividad y/o a medirla. 
El término engloba una amplia variedad de aplicaciones informáticas que incluyen desde programas de contabilidad y de ofimática, hasta sistemas de planificación de recursos empresariales (ERP), pasando por programas de gestión de clientes (CRM) y de recursos humanos, así como programas de administración de la cadena de suministros (SCM), etc. Con estos se suele incluir un servicio para dar soporte técnico a las empresas que los usan, como también orientarlas en problemas y dar soluciones, según los protocolos de cada distribuidor.
Corresponde señalar que el software empresarial no siempre es un progicial, si bien es cierto que una buena parte del software empresarial es progicial empresarial; en efecto, no es claro que en el primero de estos conceptos también tiene cabida el software a medida.